# Доманіжанка
Доманіжанка (словац. Domanižanka) — річка, ліва притока Вагу, протікає в окрузі Поважська Бистриця.
Довжина — 19.4 км.

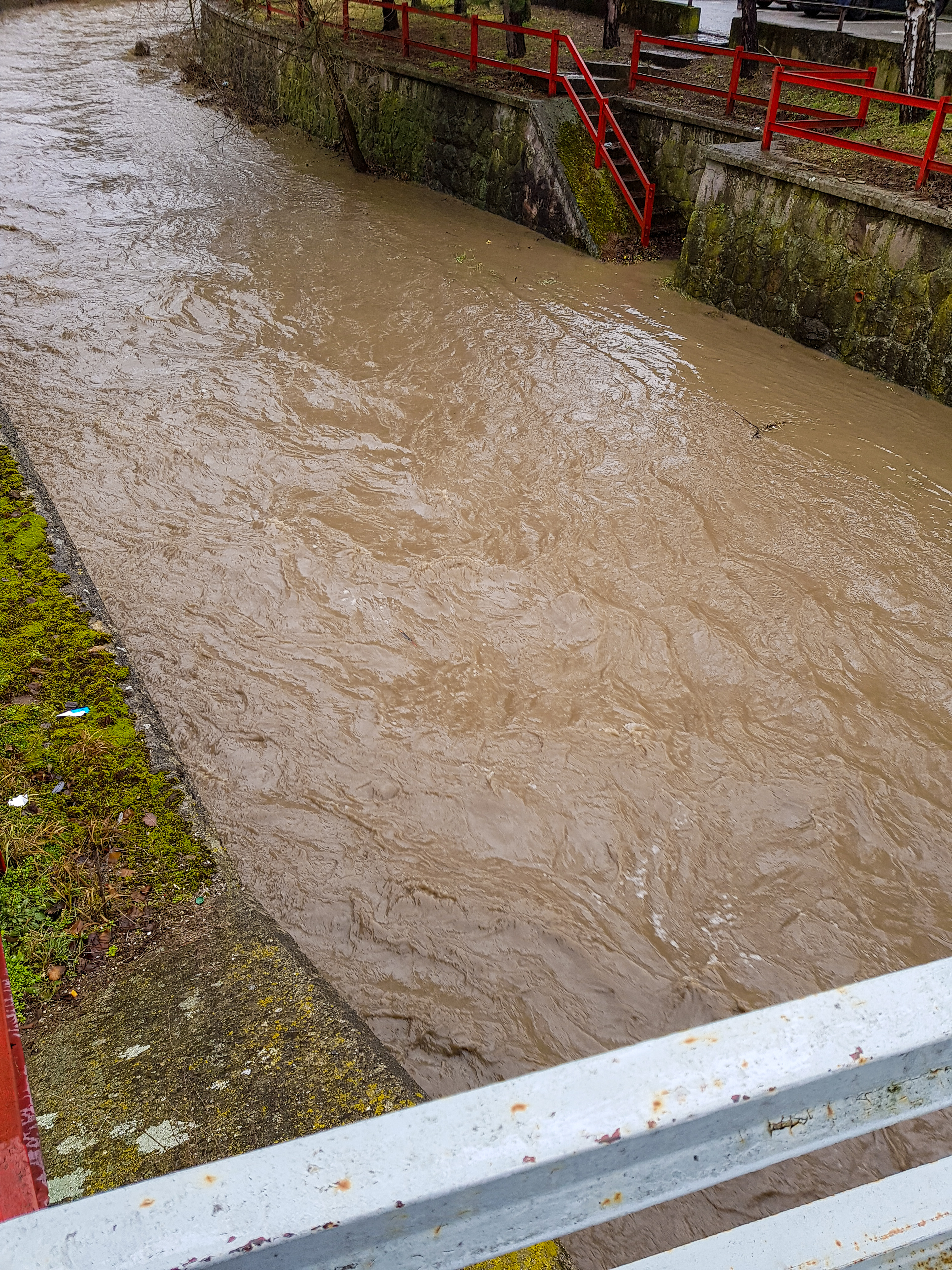
Похмура поверхня річки після танення снігу з навколишніх пагорбів у лютому 2020 року

Витік знаходиться в регіоні Горне Поважіє біля села Доманіжа на висоті 600 метрів.
Впадає у Ваг біля населеного пункта Пречин.